# Selliguea dareiformis
Selliguea dareiformis là một loài dương xỉ trong họ Polypodiaceae. Loài này được William Jackson Hooker mô tả khoa học đầu tiên năm 1860.